# Lavradas
Lavradas é uma povoação portuguesa sede da Freguesia de Lavradas do Município de Ponte da Barca, freguesia com 7,26 km² de área e 826 habitantes (censo de 2021), tendo, por isso, uma densidade populacional de 113,8 hab./km².

## História
Na época medieval fazia parte da Terra de Penela, concelho que tinha mais de trinta freguesias, atualmente incluidas maioritariamente nos concelhos (atuais municípios) de Ponte de Lima e Vila Verde.  É referida pela primeira vez, como pertencente à Terra da Nóbrega (atual concelho de Ponte da Barca), no Numeramento de 1527-32 e era já naquela época uma das mais habitadas do concelho.
É o local de nascimento da mãe de Santo António de Lisboa (Maria Teresa Taveira Azevedo), na Casa do Paço (século XII)[carece de fontes?].

## Demografia
A população registada nos censos foi:
| Distribuição da População por Grupos Etários | Distribuição da População por Grupos Etários | Distribuição da População por Grupos Etários | Distribuição da População por Grupos Etários | Distribuição da População por Grupos Etários |
| -------------------------------------------- | -------------------------------------------- | -------------------------------------------- | -------------------------------------------- | -------------------------------------------- |
| Ano                                          | 0-14 Anos                                    | 15-24 Anos                                   | 25-64 Anos                                   | > 65 Anos                                    |
| 2001                                         | 131                                          | 130                                          | 455                                          | 213                                          |
| 2011                                         | 116                                          | 81                                           | 460                                          | 218                                          |
| 2021                                         | 80                                           | 84                                           | 409                                          | 253                                          |

## História
A igreja paroquial de Lavradas foi totalmente destruída num incêndio na madrugada do dia 18 de dezembro de 2017.
Em julho de 2018, numa sessão de esclarecimento, foi apresentado um projeto de reconstrução do templo que está na origem de polémica, por prever a demolição da residência paroquial.